# Polen op het Eurovisiesongfestival 2023
Polen nam deel aan het Eurovisiesongfestival 2023 in Liverpool, Verenigd Koninkrijk. TVP was verantwoordelijk voor de Poolse bijdrage voor de editie van 2023.

## Selectieprocedure

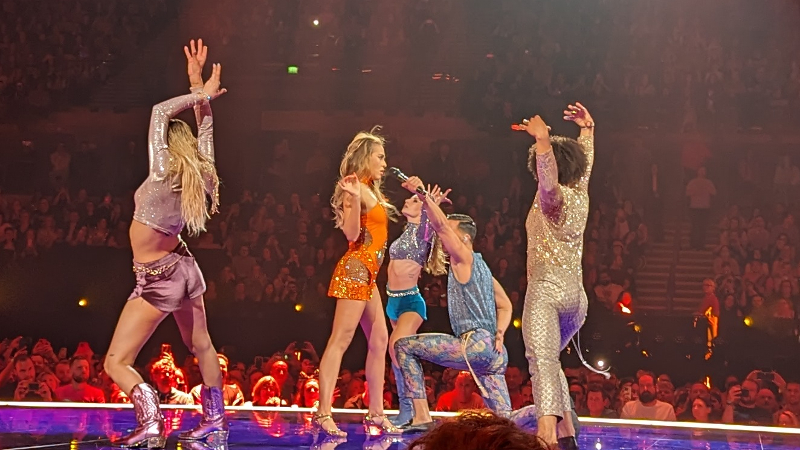
Blanka tijdens de jury finale in Liverpool.

Op 20 september 2022 maakte de Poolse omroep bekend dat het land zou deelnemen aan het aankomende songfestival, tevens werd de selectieprocedure bekendgemaakt, die nagenoeg ongewijzigd bleef ten opzichte van het voorgaande jaar. Op zondag 26 februari werd de Poolse inzending gekozen. Aan de nationale finale deden 10 artiesten mee. Tot 15 januari konden er liedjes ingezonden worden, 10 dagen later werden de finalisten bekend gemaakt. Onder de kandidaten waren onder andere Alicja Szemplińska die Polen zou gaan vertegenwoordigen op het Eurovisiesongfestival 2020 in Rotterdam. Na het annuleren van de 2020 editie i.v.m. de corona-uitbraak krijgt de zangeres nu opnieuw een kans in de nationale finale.
Op 26 februari werd de nationale finale afgewerkt, zangeres Blanka ging met de zegepalm aan de haal. Haar lied Solo werd eind september 2022 al uitgebracht en de videoclip werd inmiddels meer dan tien miljoen keer bekeken op YouTube. De vooraf getipte Jann eindigde als tweede, maar was al kansloos na de jurystemming waarbij hij als vierde eindigde, de uitslag zorgde daags na de finale voor enige commotie op social media.
In 2022 stond Polen na een aantal jaren weer in de finale van het Eurovisiesongfestival. Ochman werd twaalfde met zijn lied ‘River’. Het beste resultaat behaalde het land bij het debuut in 1994 toen Edyta tweede werd met ‘To Nie Ja’.

## Uitslag nationale finale
26  februari 2023
| Plaats | Artiest            | Lied            | Punten |
| ------ | ------------------ | --------------- | ------ |
| 1      | Blanka             | Solo            | 22     |
| 2      | Jann               | Gladiator       | 19     |
| 3      | Dominik Dudek      | Be good         | 18     |
| 4      | Felivers           | Never Back Down | 14     |
| 5      | Yan Majewski       | Champion        | 11     |
| 6      | Alicja Szemplińska | New Home        | 10     |
| 7      | Natasza Urbańska   | Lift U Up       | 8      |
| 8      | Kuba Szmajkowski   | You Do Me       | 6      |
| 9      | Maja Hyży          | Never Hide      | 6      |
| 10     | Ahlena             | Booty           | 2      |

## In Liverpool
Polen trad aan tijdens de tweede halve finale, op donderdag 11 mei. Het land stootte vlotjes door naar de grote finale op zaterdag 13 mei, waar het de 19de plaats behaalde. Polen scoorde opvallend beter bij de kijkers thuis. De kijkers gaven Blanca 81 punten, en de juryleden slechts 12 punten. Oekraïne gaf 12 televoting punten aan Polen.
1994 · 1995 · 1996 · 1997 · 1998 · 1999 · 2000 · 2001 · 2002 · 2003 · 2004 · 2005 · 2006 · 2007 · 2008 · 2009 · 2010 · 2011 · 2012-2013 · 2014 · 2015 · 2016 · 2017 · 2018 · 2019 · 2020 · 2021 · 2022 · 2023 · 2024 · 2025
Albanië · Armenië · Australië · Azerbeidzjan · België · Cyprus · Denemarken · Duitsland · Estland · Finland · Frankrijk · Georgië · Griekenland · Ierland · IJsland · Israël · Italië · Kroatië · Letland · Litouwen · Malta · Moldavië · Nederland · Noorwegen · Oekraïne · Oostenrijk · Polen · Portugal · Roemenië · San Marino · Servië · Slovenië · Spanje · Tsjechië · Verenigd Koninkrijk · Zweden · Zwitserland